# 瓣裳蛾属
瓣裳蛾属（学名：Calyptra）是裳蛾科的一个属，其所属多个物种曾归属于壶裳蛾属（Calpe）名下，其中多种还有吸血习性。根據最近一項研究，有的种（Calyptra thalictri）甚至能夠透過皮膚喝人血，但它们被认为对人类没有威胁。其中多个种有共同的名字——吸血蛾——提示它们們有飲用脊椎動物血液的習性。